# アーキス

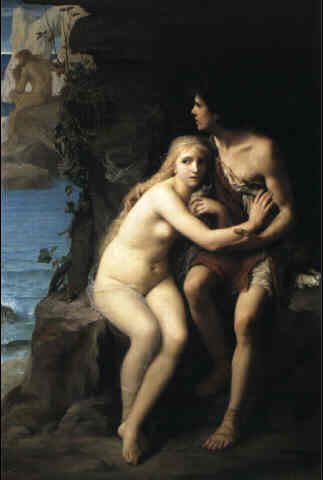
アーキスとガラテイア、遠方にポリュペーモス。エドゥワール・フランソワ・ツィエール（fr）の絵画（1877年）。

アーキス（古代ギリシア語: Ἆκις, Ākis）は、ギリシア神話の人物である。長母音を省略してアキスとも表記される。ギリシア神話の牧神パーン（ローマ神話のファウヌス）と河神シュマイトスの娘の子。
アーキスはニュンペーのガラテイアとの恋で有名で、シケリア島のエトナ山から流れるアーキス河になったといわれる。

## 神話
オウィディウスによるとアーキスは大変な美男子で、16歳のときガラテイアから愛されて恋人になった。しかしガラテイアは凶暴なキュクロープスのポリュペーモスからしつこく言い寄られていた。
あるときアーキスはガラテイアと2人でいるところをポリュペーモスに見つかり、ガラテイアは恐れて海に逃げてしまった。アーキスは1人でポリュペーモスから逃げようとしたが、ポリュペーモスは山から岩を持ち上げてアーキスに投げつけると、アーキスは押しつぶされ、岩の下から血が流れ出た。ガラテイアがアーキスが河神になることを願い、アーキスを押しつぶした岩に触れると、岩は割れてアシが生い茂り、水が湧き出してアーキスは河神になった。また河神になったアーキスは水色の顔にアシで飾った角を持っていたという。